# Phalsbourg
Phalsbourg (in tedesco Pfalzburg, in alsaziano Polsbuerj o Phalsburch) è un comune francese di 5 023 abitanti situato nel dipartimento della Mosella nella regione del Grand Est.

## Società

### Evoluzione demografica
Abitanti censiti